# 카펠로 로마노

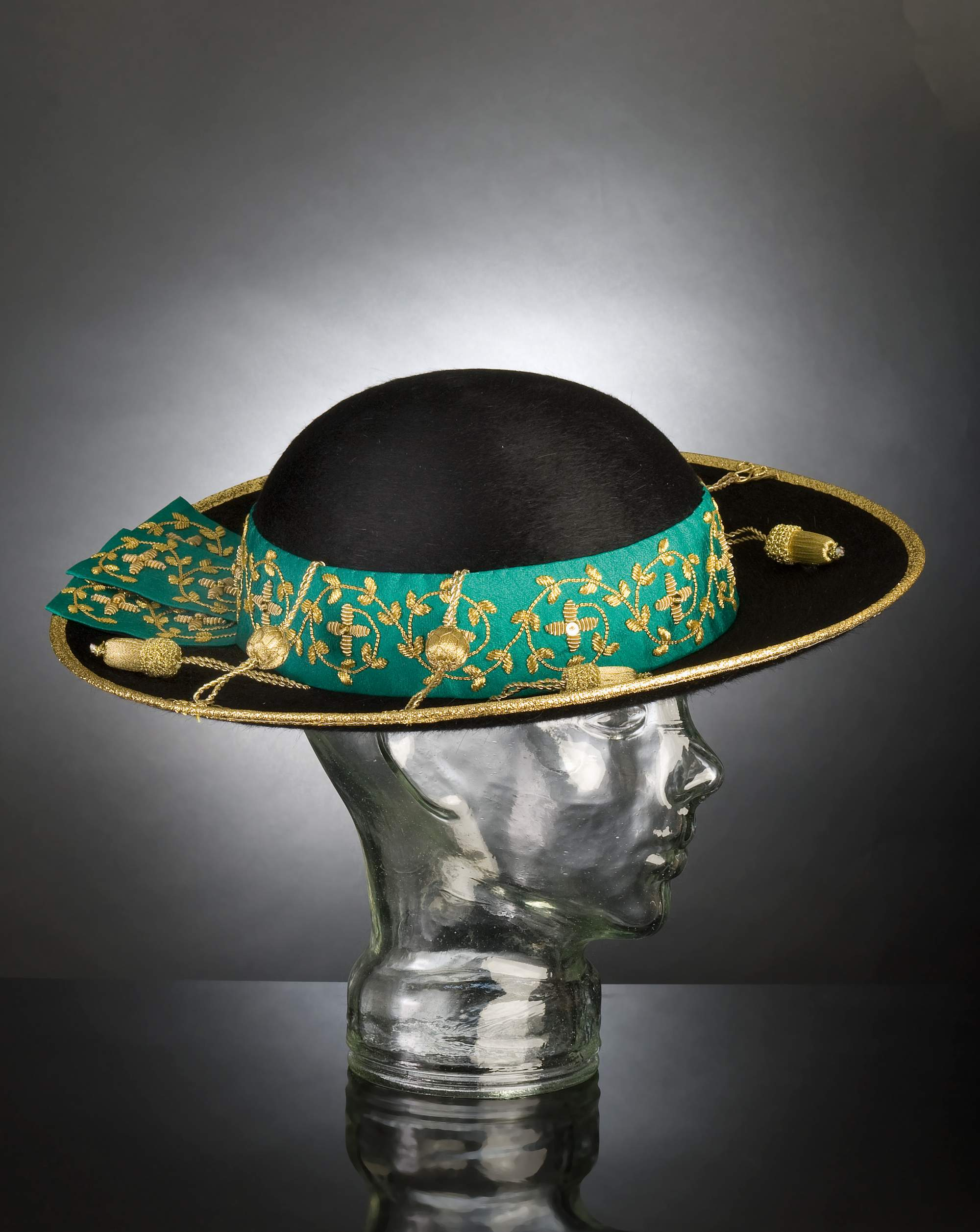
대주교용 카펠로 로마노

카펠로 로마노(Cappello romano) 또는 사투르노(Saturno)는 일부 나라의 가톨릭 성직자들이 야외에서 착용하는 모자로, 폭이 넓고 둥근 챙에 가장자리가 둥근 형태를 하고 있다. 수단과 함께 정장으로 차려입는다. 비버 모피 또는 펠트로 만들며, 하얀색 비단으로 안감을 댔다. 다른 많은 교회의 복식과는 달리 전례용 목적으로 쓰이지 않으며, 주로 실용적인 목적으로 쓰인다. (갈레로는 전례 목적의 챙 넓은 모자이지만 오늘날에는 착용하지 않는다.) 카펠로 로마노는 전례를 집전할 때는 착용하지 않는다. 17세기부터 약 1970년대까지 가톨릭 신자가 대다수인 일부 나라에서 수단을 일반 외출복으로 입는 것을 포기한 이후 이 모자가 꽤 인기를 끌자, 오늘날에는 로마에서도 흔한 복장이 되었다.
카펠로 로마노의 형태는 착용자의 성직품에 따라 대개 형태에 조금씩 차이가 있다. 교황이 착용하는 카펠로 로마노는 전체적으로 붉은색이며 황금색 끈이 달렸다. 이전에는 추기경들도 붉은색 카펠로 로마노를 착용할 수 있었지만, 이러한 규정을 교황 바오로 6세가 철폐함에 따라 오늘날에는 다른 성직자들과 마찬가지로 검은색의 카펠로 로마노를 착용한다.
추기경이 착용하는 카펠로 로마노는 검은색이며 진홍색 줄무늬가 있는 황금색 끈이 달렸다. 주교들이 착용하는 카펠로 로마노는 초록색이며 보라색 줄무늬가 있는 황금색 끈이 달렸다. 사제가 착용하는 카펠로 로마노에는 검은색 줄무늬가 있다. 부제와 신학생이 착용하는 카펠로 로마노는 서로 차이점이 없다.

## 같이 보기
- 필리피 컬렉션